# Faz de Conta: Ricardo Vilas Vai ao Sítio
Faz de Conta: Ricardo Vilas Vai ao Sítio é a terceira trilha sonora da 1ª versão do seriado brasileiro de mesmo nome. A trilha sonora foi lançada em LP em 1983 pela EMI.

## Faixas
| N.º | Título                 | Compositor(es)                                | Intérprete(s)            | Duração |  |
| 1.  | "Cuca Biruta"          | Ricardo Vilas Geraldo Casé                    | Ricardo Vilas            |         |  |
| 2.  | "Mãe Natureza"         | Ricardo Vilas Sylvan Paezzo                   | Beto Guedes              |         |  |
| 3.  | "Furiosa"              | Ricardo Vilas                                 | Dalto                    |         |  |
| 4.  | "As Sobrinhas"         | Ricardo Vilas Geraldo Casé                    | Joyce Moreno Nana Caymmi |         |  |
| 5.  | "O Burro Falante"      | Ricardo Vilas Geraldo Casé Marion Villas Boas | Ricardo Vilas            |         |  |
| 6.  | "Gato, Gato"           | Ricardo Vilas Wilson Rocha                    | Ricardo Vilas            |         |  |
| 7.  | "Faz de Conta"         | Ricardo Vilas Geraldo Casé Sylvan Paezzo      | Ricardo Vilas            |         |  |
| 8.  | "Voa Foguete"          | Ricardo Vilas Mônica Rabelo                   | Gonzaguinha              |         |  |
| 9.  | "Canção do Marinheiro" | Ricardo Vilas                                 | Roberto Ribeiro          |         |  |
| 10. | "Crusoé"               | Ricardo Vilas Geraldo Casé                    | Ricardo Vilas            |         |  |
| 11. | "Meu Califa"           | Ricardo Vilas Geraldo Casé                    | Teca Calazans            |         |  |
| 12. | "O Grão Vizir"         | Ricardo Vilas José Ferreira                   | Gabriela Ferreira        |         |  |